# سامی‌ستیزی و یهود
سامی‌ستیزی و یهود (فرانسوی: Réflexions sur la question juive‎ تحت‌اللفظاً «ملاحظاتی در بار مسئله یهود») رساله‌ای دربارهٔ یهودستیزی است که ژان-پل سارتر آن را بلافاصله بعد از آزادسازی پاریس از اشغال آلمان نازی در دسامبر ۱۹۴۵ نوشت. این اثر در سال ۱۹۴۶ در مجلهٔ «زمانهٔ مدرن» چاپ شد. سامی‌ستیزی و یهود سعی در توصیف سبب‌شناسی نفرت ضدیهودی و واکنش یهودیان به آن است. به نوشتهٔ سارتر، یهودستیزی (و نفرت به‌طور کل) روشی است که طبقهٔ متوسط به وسیلهٔ آن بر ملتی که در آن می‌زید. ادعای تملک پیدا می‌کند و یک درک کوته‌بینانه از جهانی است که در آن یهودستیزان «نه یک برخورد منافع که خطر نیروی شیطانی بر جامعه» را می‌بینند.